# Fides (fiabilité)
Pour les articles homonymes, voir Fides.
Fides est un guide permettant de réaliser des calculs de fiabilité prévisionnelle pour les composants et systèmes électroniques. Cette évaluation est généralement exprimée en FIT (nombre de défaillances pour 10^9 heures) ou MTBF (temps moyen entre pannes). Ces données de fiabilité sont à la base des études de maintenabilité (dimensionnement des stocks de maintien en conditions opérationnelles), de disponibilité et sécurité.

## Pourquoi l'avoir créé?
Il est le résultat d’une étude initiée par la DGA (Direction Générale de l'Armement) et réalisée, en 2004, par un consortium européen de huit industriels de la Défense et de l’aéronautique : 
Airbus France, Eurocopter, Nexter Electronics, MBDA Missiles Systems, Thales Services, Thales Systèmes Aéroportés S.A.S, Thales Avionics et Thales Underwater Systems.
Le premier objectif de cette étude était de disposer d’une nouvelle méthode d’évaluation de la fiabilité de composants électroniques qui tienne compte des nouvelles technologies. Ceci dans le but de remplacer la référence mondiale MIL-HDBK-217-F vétuste et non maintenue depuis 1995 (indice F notice 2).
Le second  objectif était de fournir un guide d’ingénierie fiabilité pour soutenir les industriels dans le développement de nouveaux systèmes électroniques.

## Contenu de la méthode
Le guide s’articule donc autour de deux volets. Le premier est une méthode de calcul de la fiabilité prévisionnelle des principales familles de composants électroniques, de cartes électroniques et également de sous-ensembles complets (tels que disque dur ou écran LCD). Le second volet est un guide d’audit et de recommandations pour apprécier la qualité et la maîtrise technique de la fiabilité dans le cycle de vie du produit étudié, de la spécification à l’exploitation et la maintenance.

## Disponibilité, Normalisation
Le guide FIDES est disponible librement à l'adresse suivante http://www.fides-reliability.org.  
Le conseil d'administration de l'UTE a accepté la publication de FIDES, sous la référence UTE C 80-811. FIDES est ainsi accessible à tous auprès d'un organisme reconnu en France, dans le domaine de la normalisation. 
L'extension à un référentiel normatif international est prévue dans une étape ultérieure.

## L'avenir
Fides connaît un vif intérêt et succès, la méthode a rapidement été déclarée comme étant un standard applicable aux programmes militaires français. Depuis 2005, la Direction de l’Expertise Technique de la DGA a utilisé la méthode FIDES dans le cadre d’expertises sur plusieurs programmes majeurs pour la Défense couvrant différents domaines d’application tels que les télécommunications tactiques ou les missiles.
Il faut aussi noter l’intérêt porté par des sociétés américaines comme Boeing ou Raytheon, ainsi que des entreprises ou organismes français ne faisant pas partie du consortium comme EDF ou le CNES.
Des évolutions du guide FIDES (notamment amélioration les modèles existants et élargissement du spectre des familles de composants couvert) ont abouti à une nouvelle version du Guide FIDES en 2009.

## Mise en œuvre
Depuis janvier 2014,  l’outil d’expérimentation FIDES ExperTool est mis à disposition gratuitement par l’institut de Maîtrise des Risques industriels (IMdR). Cet outil est doté d’une interface Excel et intègre tous les modèles du guide FIDES en version 2009 édition A. Il est disponible en version portable (sans aucune installation préalable) ou en version light (nécessite l’installation de JAVA 1.7.0.7 ou supérieur).